# Фаворский, Виктор Вячеславович
Ви́ктор Вячесла́вович Фаво́рский (9 апреля 1924 года — 18 мая 2017 года, Москва, Россия) — советский военный деятель, учёный в области ракетостроения, генерал-лейтенант Советской армии. Герой Социалистического Труда (1982), лауреат Государственной премии СССР.

## Биография
Родился 9 апреля 1924 года в Москве. В 1941 году окончил среднюю школу, в самом начале Великой Отечественной войны Фаворский обратился в военкомат с просьбой о призыве его в РККА. Просьба была удовлетворена: в июле 1941 года был призван в регулярную армию и направлен в Ленинградское артиллерийско-техническое училище зенитной артиллерии.
В училище из курсантов была создана батарея, в одном из расчётов которой Фаворский стал заряжающим. В июле-августе 1941 года курсанты во взаимодействии с фронтовыми средствами противовоздушной обороны отражали налёты вражеской авиации на Ленинград. С ухудшением положения в районе Ленинграда в августе военное училище было эвакуировано в город Томск, где в 1942 году Фаворский окончил его с присвоением воинского звания техника-лейтенанта. Назначен старшим техником этого учебного заведения.
В июле 1943 года Фаворский был переведен в Москву в только что созданную Высшую военную школу ПВО, занимал в ней должности начальника артиллерийского снабжения, а затем начальника лаборатории на кафедре артиллерии. В 1946 году Фаворский поступил в Военную академию имени Ф. Э. Дзержинского. В академии был создан новый факультет — реактивный. Офицер-зенитчик Фаворский, успешно сдав экзамены, был зачислен слушателем этого факультета.
Слушателям выпускного курса, приступившим уже к дипломным работам по реактивному вооружению и готовящимся к преддипломной практике, неожиданно сообщили, что выпуск из академии состоится не в 1952 году, как намечалось, а в декабре 1951 года. Тогда никто из них не знал причины ускорения обучения, не представлял, что годом раньше был принят на вооружение первый отечественный комплекс с баллистической ракетой Р-1 и успешно велись лётные испытания нового комплекса с ракетой Р-2. В 1951 году, завершив обучение в академии, инженер-майор Фаворский получил диплом.
После окончания учёбы Фаворский был направлен военное представительство ГАУ при НИИ-88. С 1953 года — старший инженер и начальник отдела в Управлении командующего артиллерией и в Главном управлении ракетного вооружения. По роду службы тесно работал с ОКБ-1, где Сергей Павлович Королёв со своим коллективом завершал создание ракеты Р-2.
С 1953 по 1959 год Фаворский принимал непосредственное участие в работе Государственной комиссии по испытанию ракет Р-5 и Р-5М. В ходе испытаний им была найдена причина возникновения возгорания в хвостовом отсеке, приводившего к аварии, и даны предложения по их устранению. Вскоре ракетный комплекс был принят на вооружение. За достигнутые успехи при создании ракеты Р-5М Фаворский был награждён орденом Красной Звезды.
В 1960 году Фаворский стал руководителем отдела двигателей в Главном управлении ракетного вооружения. Вплоть до 1967 года ему довелось участвовать в составе Государственных комиссий в запуске многих ракет, в испытаниях и принятии на вооружение ряда ракетных и космических комплексов. В эти годы были сделаны решительные шаги в повышении надёжности ракет. Особенно значительным было преодоление высокочастотной неустойчивости в работе ракетных двигателей Р-9. После неудачного лётного испытания опытного образца ракеты представителями конструкторского бюро принимается решение об изменении некоторых параметров топлива в двигательной установке. Группа военных представителей в составе Государственной комиссии, возглавляемая Фаворским, стала настаивать на проведении повторных испытаний двигателей ракеты на стендовой установке. В спор вмешался Королёв, стал требовать, чтобы военные не мешали работе учёных. После очередного неудачного испытания по предложению военных специалистов были приняты меры по устранению причин аварий этой ракеты на испытаниях, проведены дополнительные испытания на стендовой установке, что позволило их успешно завершить и принять её на вооружение. За достигнутые успехи при создании этой ракеты Фаворский был награждён орденом «Знак Почёта».
С 1967 года по 1969 год Виктор Вячеславович занимал должность заместителя начальника Центра по руководству разработкой и производством средств космического вооружения. В 1970 году Фаворский стал начальником головного управления в Главном управлении космических средств. И вновь — уже на более высоком уровне — им была осуществлена организация заказов ракетно-космической техники в промышленности и испытания её на космодромах. Усложнявшаяся космическая техника требовала более тесного взаимодействия научных, конструкторских и испытательных организаций заказчика и промышленности, внедрения научно-обоснованной системы долгосрочного планирования. С этой целью он активно участвовал в создании научно-исследовательского института (50 ЦНИИКС) и разработке Государственной программы развития космических средств.
В 1976 году Фаворскому было присвоено звание генерал-майор.
С 1979 года — заместитель начальника Главного управления космических средств. Он продолжил руководить заказами ракетно-космической техники и осуществлять руководство рядом Государственных комиссий по лётным испытаниям.
Указом Президиума Верховного Совета СССР от 23 декабря 1982 года за большие заслуги в деле освоения и развития вооружения и военной техники генерал-лейтенанту Фаворскому Виктору Вячеславовичу присвоено звание Героя Социалистического Труда.
В этом же году Фаворскому было присвоено звание генерал-лейтенанта.
С 1986 года Фаворский — начальник Главного управления вооружения — заместитель начальника космических средств по вооружению. Он отвечал за подготовку лётных испытаний принципиально новой сложной системы «Энергия-Буран». 15 ноября 1988 года Фаворский в качестве члена Государственной комиссии участвовал в первом запуске в автоматическом беспилотном режиме. Сделав два витка вокруг Земли «Буран» через два часа успешно осуществил посадку на полосу шириной 90 метров.
В 1989 году Виктор Вячеславович ушёл в отставку в звании генерал-лейтенанта. Выйдя в отставку, Фаворский был назначен ведущим специалистом в военном представительстве Министерства обороны при Институте космических исследований АН СССР.
Жил в Москве. Умер 18 мая 2017 года. Похоронен на Троекуровском кладбище в Москве.

## Награды и звания
- Медаль «Серп и Молот»
- Орден Ленина
- Орден Трудового Красного Знамени
- Два Ордена Красной Звезды
- Орден «Знак Почёта»
- Медаль «За боевые заслуги»
- Государственная премия СССР
- Почётный член Российской академии космонавтики имени Циолковского
- другие награды, среди них награды Болгарии, Кубы, Монголии, Чехословакии